# Nowa podróż naokoło ziemi odbyta na fregacie Ermancyja przez dra Antoniego Zdanowicza
Nowa podróż naokoło ziemi odbyta na fregacie Ermancyja przez dra Antoniego Zdanowicza – powieść przygodowa Teodora Tripplina, wydana w 1855 roku. 
Utwór opisuje podróż rozpoczynającą się we Francji. Dalej przebiega przez Brazylię, Tahiti, Stany Zjednoczone, Australię, Madagaskar, Teneryfę i Szwajcarię. Jest to wyprawa Antoniego Zdanowicza, który był polskim lekarzem. Podróżował on wraz z załogą statku oraz poznaną w trakcie podróży księżniczką Tajalą. Bardzo dokładne opisy Stanów Zjednoczonych, Tahiti i wybrzeży Afryki powodują, że czytelnik może wczuć się w przygody doktora Zdanowicza. Cały tekst jest stylizowany na pamiętnik. Dokładność opisów świadczy o tym, że Tripplin dokładnie przygotował się do pisania tej powieści i prezentowania miejsc zupełnie sobie nieznanych.